# Altar de Zeus a Pèrgam
L'altar de Zeus a Pèrgam és un monument religiós aixecat en l'època hel·lenística sobre l'acròpoli de la ciutat de Pèrgam, sens dubte al començament del regnat Èumenes II (197-159 aC).
Els seus frisos monumentals, representant una gigantomàquia i la història de Tèlef, constitueixen una de les obres mestres de l'escultura grega i representen el ple del «barroc hel·lenístic». L'únic autor antic que el descriu és Ampeli a la seva obra Liber Memorialis.
Descobert el 1871 per l'enginyer alemany Carl Humann, l'altar va ser transportat i reconstruït a Berlín el 1886, en virtut d'un acord de 1879 entre Alemanya i l'Imperi Otomà. Fins al passat 30 setembre 2014 podia contemplar-se el gran fris d'escultures al museu de Pèrgam de la ciutat alemanya de Berlín, data en què es van tancar gairebé totes les seves sales per a reformar-les. Els treballs de condicionament es perllongaran aproximadament cinc anys. S'espera que les sales principals estiguin ja habilitades el 2019, entre elles la de l'Altar. L'estructura mesura 35.64 metres d'ample per 33.4 metres de profunditat; l'escala frontal abasta 20 m d'ample.

## Història

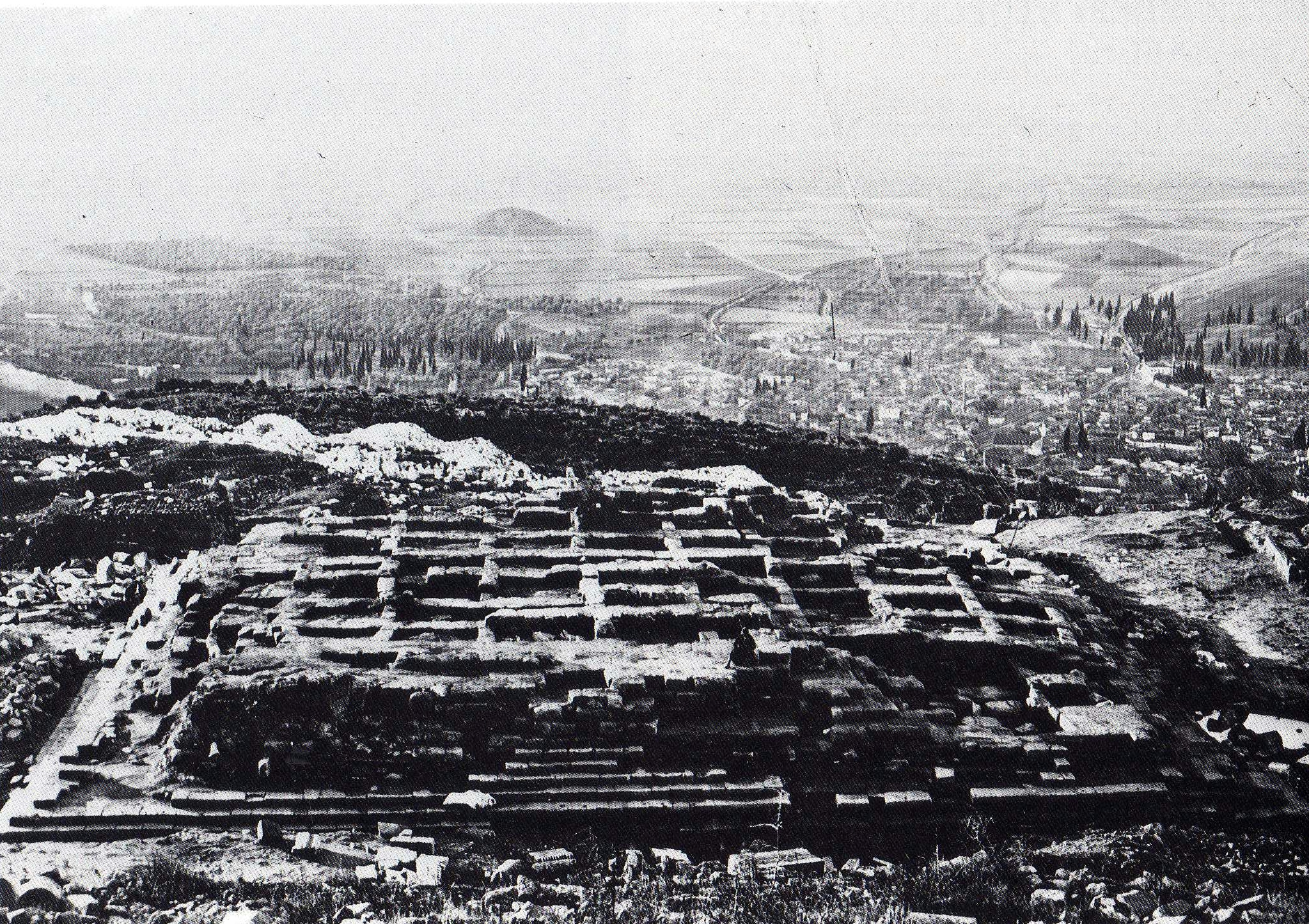
Fonaments de l'Altar de Pèrgam després de l'excavació (1880).

A l'època clàssica s'aixecaven temples dedicats als grans déus o als déus locals de cada ciutat i davant d'ells es col·locaven els altars per als sacrificis; els altars eren construccions de poca importància. Més tard, durant el període hel·lenístic, van ser construïts grans altars monumentals, dedicats a una deïtat, normalment a Zeus.
És l'enginyer alemany Carl Humann, amant de l'arqueologia, qui envia a Berlín el 1871 tres fragments del que va definir com una "lluita". Les peces passaran desapercebudes durant cinc anys en el "Altes Museum" (museu antic). No serà fins a 1877 que l'arqueòleg Alexander Conze centra el seu interès en els fragments i demana a Humann que iniciï l'excavació.
Les negociacions iniciades per l'Imperi Alemany van tenir lloc entre 1878 i 1879, quedant estipulat que les troballes pertanyents a l'altar serien traslladats a Berlín, que compensaria amb 20.000 marcs d'or a l'Imperi Otomà.
La recerca de l'altar se centrà en el mur romà d'Orient de la ciutat al sud de l'acròpoli. Els elements de l'altar havien estat utilitzats per a la construcció de la muralla, de tal manera que el relleu quedava cap a l'interior. El 1880 ja s'havien desenterrat 97 làmines. Les prospeccions a l'acròpolis van posar al descobert la base de l'altar.
El trasllat a Berlín s'inicià el 1879, sent inaugurat el 1930 amb el nom de Museu de Pèrgam. Allà ha romàs sempre, a excepció del període comprès entre 1945 i 1959, quan les tropes soviètiques el van desmantellar i se'l van emportar a Rússia com a botí de guerra.

## Anàlisi
L'altar dedicat a Zeus a l'acròpolis de Pèrgam es va considerar, en època hel·lenística, una de les set meravelles del món, i és una obra esmentada a les fonts escrites antigues. Es va construir i decorar amb motiu d'una victòria militar sobre els assiris dels monarques de Pèrgam. Les obres començaren c. 180 i es prolongaren fins a l'acabament dels frisos interiors i les parts altes, vint anys més tard. L'estructura arquitectònica respon a una tipologia antiga d'altar monumentalitzada. És un recinte a cel obert rectangular, voltat de porxos, que conté al mig l'altar pròpiament dit. Aquest recinte presenta a l'exterior un sòcol alt i una columnata que es projecten a banda i banda de l'escala central d'accés en el costat occidental. El sòcol exterior rebé una acurada decoració escultòrica en relleu continu. També a l'interior, sota els porxos, es realitzà una important obra escultòrica: un fris narratiu amb la història de Tèlef, el suposat antecessor mític de la família regnant.
El fris exterior es prolonga 120 metres amb una representació absolutament original, iconogràficament, de la lluita contra els gegants: la gigantomàquia. Al costat oriental es mostren les divinitats olímpiques, entre les quals ocupen un lloc especial Zeus i Atena. Al costat sud hi ha les divinitats i forces del cel diürn i de la llum, mentre que al nord hi ha les de la nit. Al costat occidental, el que conté l'escala, i a banda i banda d'aquesta, hi ha les divinitats marines i les de la terra, amb Dionís al capdavant.
A les ordres del déu lluiten una enorme varietat de bèsties de formes fabuloses, com les dels mateixos gegants. Les figures humanes o antropomorfes, amb cues de rèptil o ales, omplen tot el fons del relleu en un estrany horror vacui. El patetisme de la fenomenal lluita es resol magníficament amb els cossos vigorosos que s'esforcen en posicions inversemblants, de gran tensió, magníficament resoltes i executades pels artesans. L'estudi de les composicions, acurat, es percep malgrat el caos aparent. Un seguit d'inscripcions a la cornisa superior i al sòcol ens informa dels noms d'alguns dels que hi treballaren. Són artesans de Rodes, d'Efes, de l'Àtica, de Pèrgam. En definitiva, palesen un fet normal en l'època, com és la intervenció d'artesans de tota procedència i la possibilitat d'intercanvis de propostes i experiències entre els centres artístics.
El conjunt, molt ple de figures, mostra la capacitat de creació iconogràfica, sense precedents en la majoria de casos, a partir principalment de la Teogonia d'Hesíode i els Fenòmens d'Arat. És l'exemple més clar de l'art cortesà sofisticat d'època hel·lenística, una obra en el projecte iconogràfic de la qual col·laboraren filòlegs, mitògrafs i altres savis de l'entorn dels monarques de Pèrgam.